# Tammy's Touch
| Críticas profissionais | Críticas profissionais |
| Avaliações da crítica  | Avaliações da crítica  |
| Fonte                  | Avaliação              |
| ---------------------- | ---------------------- |
| Allmusic               | [ 3 ]                  |

Tammy's Touch é o sétimo álbum de estúdio lançado pela cantora e compositora country estadunidense Tammy Wynette. Foi lançado em 27 de abril de 1970 pela Epic Records.

## Performance comercial
O álbum ficou em 1º lugar na parada country da Billboard, segundo álbum de Wynette a atingir o topo. O primeiro single do álbum, "I'll See Him Through", atingiu a 2ª posição na parada de singles country da Billboard, o segundo, "He Loves Me All the Way", atingiu a 1ª posição, a oitava música de Wynette a chegar ao primeiro lugar.

## Lista de faixas
| Lado A |                              |                                             |         |  |
| N.º    | Título                       | Compositor(es)                              | Duração |  |
| 1.     | "I'll See Him Through"       | Billy Sherrill, Norro Wilson                | 2:51    |  |
| 2.     | "Love Me, Love Me"           | George Richey, Glenn Sutton                 | 2:23    |  |
| 3.     | "It's Just a Matter of Time" | Belford Hendricks, Brook Benton, Clyde Otis | 2:48    |  |
| 4.     | "Cold Lonely Feeling"        | Jerry Chesnut                               | 2:51    |  |
| 5.     | "The Divorce Sale"           | Curly Putman, Greg Putman                   | 2:55    |  |

| Lado B |                               |                                             |         |  |
| N.º    | Título                        | Compositor(es)                              | Duração |  |
| 1.     | "He Loves Me All the Way"     | Billy Sherrill, Carmol Taylor, Norro Wilson | 3:35    |  |
| 2.     | "He Thinks I Love Him"        | Carmol Taylor                               | 2:25    |  |
| 3.     | "Our Last Night Together"     | Rita Gist                                   | 2:46    |  |
| 4.     | "A Lighter Shade of Blue"     | Billy Sherrill, Clenn Sutton                | 2:30    |  |
| 5.     | "You Make My Skies Turn Blue" | Jerry Crutchfield                           | 2:35    |  |

## Créditos
Adaptado dos créditos do álbum.
- Lou Bradley - engenheiro
- Charlie Bragg - engenheiro
- The Jordanaires - backing vocals
- Curly Putman - notas
- Billy Sherrill - produtor
- Tammy Wynette - vocal principal

## Desempenho comercial

### Álbum
| Ano  | Paradas                    | Posição atingida |
| ---- | -------------------------- | ---------------- |
| 1970 | Country Albums (Billboard) | 1                |

### Singles
| Ano  | Single                    | Paradas                     | Posição atingida |
| ---- | ------------------------- | --------------------------- | ---------------- |
| 1969 | "I'll See Him Through"    | Country Singles (Billboard) | 2                |
| 1970 | "He Loves Me All the Way" | Country Singles (Billboard) | 1                |